# Square Enix
A Square Enix Holdings Co., Ltd. (株式会社スクウェア・エニックス・ホールディングス, Kabushiki-gaisha Sukuwea Enikkusu Hōrudingusu) é uma desenvolvedora e publicadora japonesa de jogos eletrônicos sediada em Tóquio. Ela é mais conhecida por suas franquias de RPGs eletrônicos, que incluem Final Fantasy, Dragon Quest e Kingdom Hearts. Sua sede fica no distrito Shinjuku de Tóquio, com a companhia possuindo mais de 3900 funcionários em todo mundo.
A Square Enix foi fundada em 1 de abril de 2003 depois da fusão entre a Square e a Enix. Na época, oitenta por cento dos funcionários da Square Enix era formada por antigos empregados da Square. A empresa é dividida internamente em várias divisões de negócios e desenvolvimento, com cada uma se focando em projetos diferentes. A modelo de negócios segue a ideia de "conteúdo polimórfico", que consiste no desenvolvimento de franquias em diferentes hardwares e mídias. Além dos jogos eletrônicos, a companhia também produz motores de jogo próprios, filmes e animações, mangás, livros e produtos licenciados. 
A Square Enix também é dona de várias subsidiárias ao redor do mundo que publicam os jogos da matriz japonesa em diferentes territórios ou produzem títulos próprios, como por exemplo a Square Enix Europe, Square Enix Montréal, Taito Corporation, Eidos Interactive, Eidos Montreal e Crystal Dynamics, portanto essas subsidiárias produzem os jogos Tomb Raider, Gex, Just Cause, Bust-A-Move, Deus Ex, Space Invaders, Batman: Arkham Series, Bubble Bobble e Nier.

## Predecessoras

### Square
A Square foi fundada em setembro de 1983 em Yokohama por Masafumi Miyamoto logo depois de se formar na Universidade de Waseda. Na época, a empresa era uma divisão de jogos para computadores da Den-Yu-Sha, uma companhia de construção de linhas elétricas cujo dono era o pai de Miyamoto. Apesar de na época o desenvolvimento de jogos ser normalmente conduzido inteiramente por um único programador, Miyamoto acreditava que a produção seria mais eficiente se projetistas gráficos, roteiristas profissionais e programadores trabalhassem juntos em um projeto em comum. A Square se separou da Den-Yu-Sha em setembro de 1986 e tornou-se uma empresa independente oficialmente chamada de Square Co., Ltd. Ela lançou vários jogos mal sucedidos no Family Computer e se mudou para Ueno, Tóquio, em 1987, desenvolvendo um RPG eletrônico chamado Final Fantasy inspirado pelo sucesso que a Enix tinha alcançado no gênero com Dragon Quest. O jogo foi um sucesso comercial e gerou várias sequências pelas décadas seguintes, tornando-se a principal franquia da Square.
A Square desenvolveu outros jogos amplamente populares impulsionada pelo sucesso de Final Fantasy, como por exemplo Chrono Trigger, Secret of Mana, Xenogears, Brave Fencer Musashi, Parasite Eve, Vagrant Story, Kingdom Hearts (feito em parceria com a Disney Interactive) e Super Mario RPG (produzido sob a orientação de Shigeru Miyamoto). Ao final de 1994 a empresa tinha adquirido a reputação de produtora de RPGs eletrônicos de alta qualidade. A Square foi uma das muitas companhias que tinha planejado desenvolver e publicar jogos no Nintendo 64, porém acabaram abandonando esta plataforma por causa dos custos de produção mais baratos associados com consoles de CD como o Sega Saturn e o PlayStation. Final Fantasy VII foi um dos primeiros jogos da empresa a sair no PlayStation, tendo vendido 9,8 milhões de unidades e tornado-se e segundo jogo mais vendido da história do console.

### Enix
A Enix foi fundada em 22 de setembro de 1975 como a Eidansha Boshu Service Center por Yasuhiro Fukushima. A empresa inicialmente publicava tabloides, sendo renomeada como Enix em 1982 e entrando na indústria dos jogos eletrônicos com uma competição de programação. A empresa publicou diversos jogos para várias plataformas pelos anos seguintes. Ela sempre terceirizou a produção de títulos para outras desenvolvedoras através de royalties em vez de produzi-los internamente.
A companhia é mais famosa por ter publicado os títulos da série Dragon Quest que fora desenvolvida pela Chunsoft. O primeiro jogo foi lançado em 1986, eventualmente vendendo 1,5 milhões de cópias apenas no Japão e estabelecendo a franquia como a mais rentável da empresa. Diferentemente da Square que passou a desenvolver jogos exclusivamente para o PlayStation, a Enix anunciou em janeiro de 1997 que passaria a desenvolver e publicar jogos tanto para a Nintendo quanto para a Sony. Essa decisão fez com que as ações da Enix e da Sony subissem de valor na época. A empresa passou a ser listada em novembro de 1999 na primeira seção da Bolsa de Valores de Tóquio, indicando uma "companhia grande".

## Fusão
Uma fusão entre a Square e a Enix já estava em consideração desde pelo menos 2000. Entretanto, o fracasso financeiro do filme Final Fantasy: The Spirits Within em 2001 fez com que a Enix ficasse relutante em se unir com a Square enquanto esta estava perdendo dinheiro. A empresa estava enfrentando seu segundo ano consecutivo com perdas financeiras e pediu para que a Sony Computer Entertainment injetasse capital na companhia, com ela comprando 18,6% da Square em 8 de outubro de 2001. As finanças da empresa se estabilizaram depois dos sucessos de Final Fantasy X e Kingdom Hearts no ocidente, registrando sua maior margem de lucro da história no ano fiscal de 2002. Foi anunciado em 25 de novembro de 2002 que os planos anteriores de fusão iriam continuar oficialmente, com o objetivo sendo diminuir os custos de desenvolvimento de jogos e competir com desenvolvedoras estrangeiras. Como Yōichi Wada, então presidente da Square, descreveu: "A Square também se recuperou totalmente, significando que esta fusão está ocorrendo em um momento quando as duas companhias estão no seu auge".
Alguns acionistas expressaram preocupações sobre a fusão, principalmente Masashi Miyamoto, que era o maior acionista da Square e acabaria ficando com uma porcentagem de ações significantemente menor quando as duas empresas se unissem. Outras críticas vieram de Takashi Oya da Deutsche Securities, que expressou suas dúvidas sobre os benefícios de tal fusão: "A Enix terceiriza o desenvolvimento de jogos e tem poucos criadores próprios, enquanto a Square faz tudo por conta própria. A combinação das duas não proporciona fatores negativos mas traria pouco na forma de sinergias operativas". As preocupações de Miyamoto foram eventualmente resolvidas pela alteração do índice de troca da fusão para que cada ação da Square fosse trocada por 0,85 de uma ação da Enix ao invés de 0,81, com o procedimento recebendo aprovação.
A fusão ocorreu em 1 de abril de 2003, data em que a Square Enix passou a existir. Na época, oitenta por cento dos funcionários da nova empresa eram formados por antigos funcionários da Square. Yōichi Wada foi nomeado como o presidente da nova empresa como parte da fusão, enquanto o presidente Keiji Honda da Enix tornou-se o vice-presidente. Yasuhiro Fukushima, fundador da Enix e o maior acionista da recém formada empresa, foi feito presidente honorário. A sede da Square Enix foi transferida para Tóquio em julho do mesmo ano como parte do contínuo processo de combinação das duas companhias.